# Palais de Falkland
Le palais de Falkland est un ancien palais des rois d'Écosse situé à Falkland dans la région du Fife. Il est aujourd'hui géré par le National Trust for Scotland, et constitue une attraction touristique.

## Histoire
Ce bâtiment aurait été construit avec des pierres de carrières situées à proximité de Kingoodie.
Précédemment bien du clan MacDuff de Fife, la Couronne écossaise acquit ce château au XIVe siècle. En 1402, Robert Stuart, duc d'Albany, y fit emprisonner son neveu, David Stuart, duc de Rothesay, fils aîné de Robert III d'Écosse. Le jeune duc incarcéré finit par y mourir de faim et de manque de soins à 23 ans.
Entre 1501 et 1541, les rois Jacques IV et Jacques V d'Écosse transformèrent le vieux château en un magnifique palais royal, un des plus beaux palais Renaissance de Grande-Bretagne. Jacques V, déjà malade, y mourut le 14 décembre 1542, après avoir appris que sa femme venait de donner naissance à une fille, Marie Ire d'Écosse, la semaine précédente.
Tous les monarques Stuart apprécièrent cette résidence, où ils pratiquaient la fauconnerie et utilisaient les vastes forêts environnantes pour chasser le cerf et le sanglier.
Le château de Myres proche est la demeure héréditaire des massiers et huissiers d'armes royaux, qui servaient à Falkland depuis au moins le XVIe siècle.
Après l'Union des couronnes, Jacques Ier d'Angleterre, Charles Ier et Charles II séjournèrent tous à Falkland. L'armée d'invasion de Cromwell mit le feu au palais, qui tomba rapidement en ruine. Après l'avoir acquis en 1887, John Crichton-Stuart (3e marquis de Bute), commença la restauration du palais.
Les Crichton-Stuart devinrent les conservateurs héréditaires de Falkland. Mais, en 1952, le 5e marquis de Bute prit la décision de désigner le National Trust for Scotland conservateur adjoint du château, la famille Crichton-Stuart en demeurant toujours le propriétaire. Actuellement le National Trust for Scotland est chargé de la protection et de l'entretien du château et de ses vastes jardins, le propriétaire étant le 7e marquis de Bute

## Description

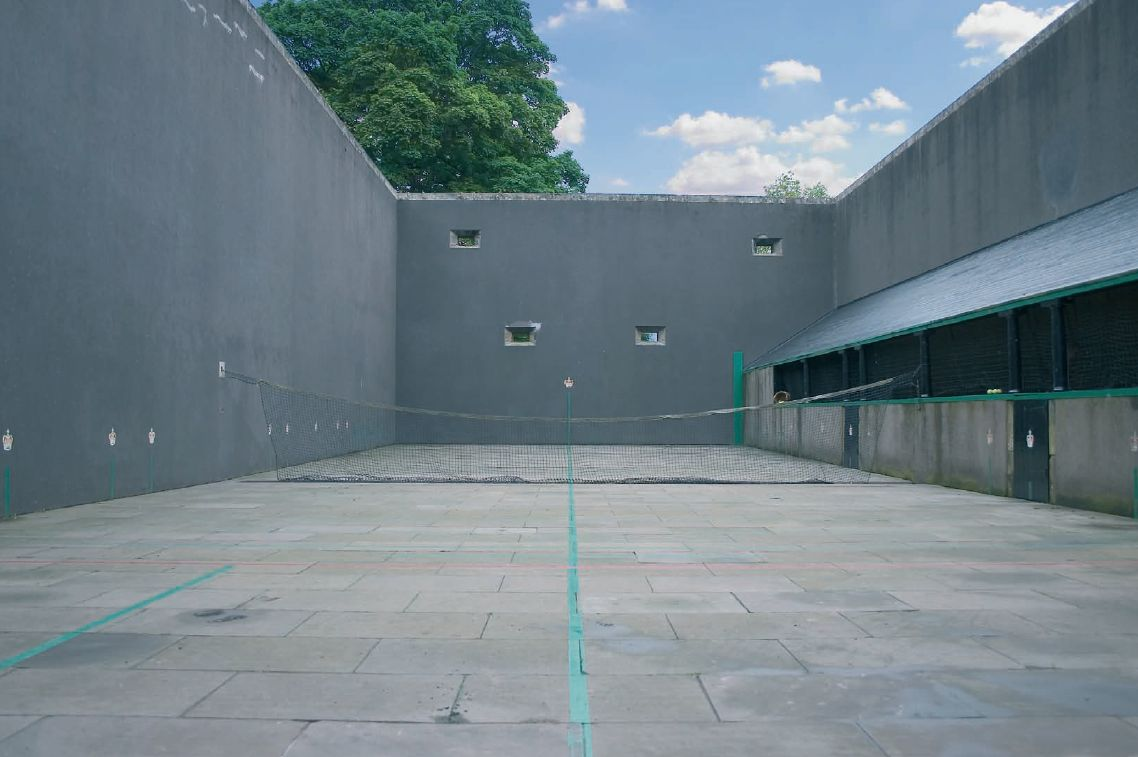
Jeu de paume

La chapelle royale se trouve dans l'aile sud en terrasse, alors que la chambre du roi et la salle de la reine sont dans la partie est. Les visiteurs peuvent aussi voir les appartements du gardien dans le corps de garde. Dans les jardins, se trouve toujours le jeu de paume d'origine, construit en 1539, avant celui d'Henri VIII à Hampton Court. C'est le plus vieux court de tennis encore en usage, et il est le siège du  Falkland Palace Royal Tennis Club.

### Image

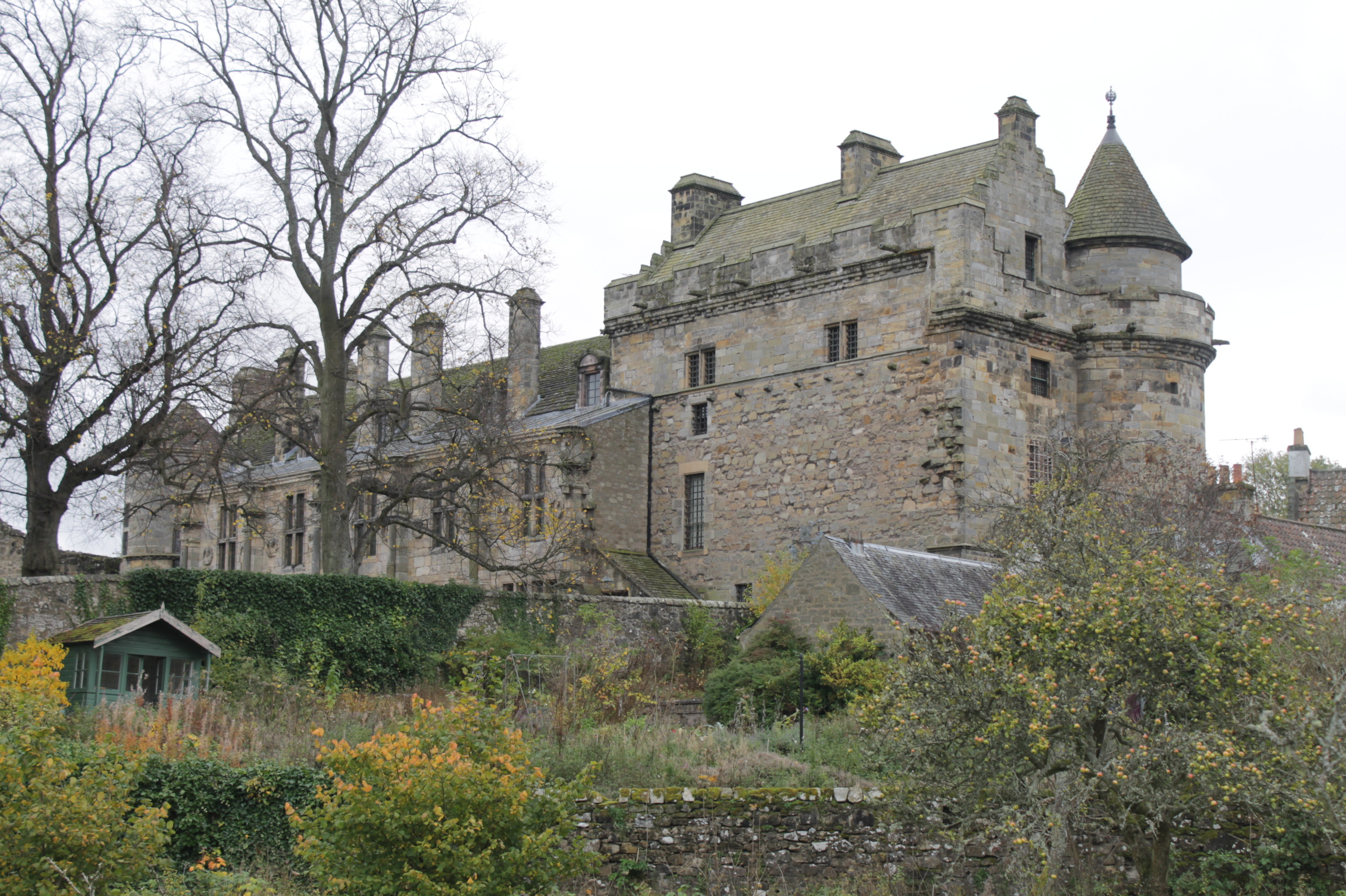
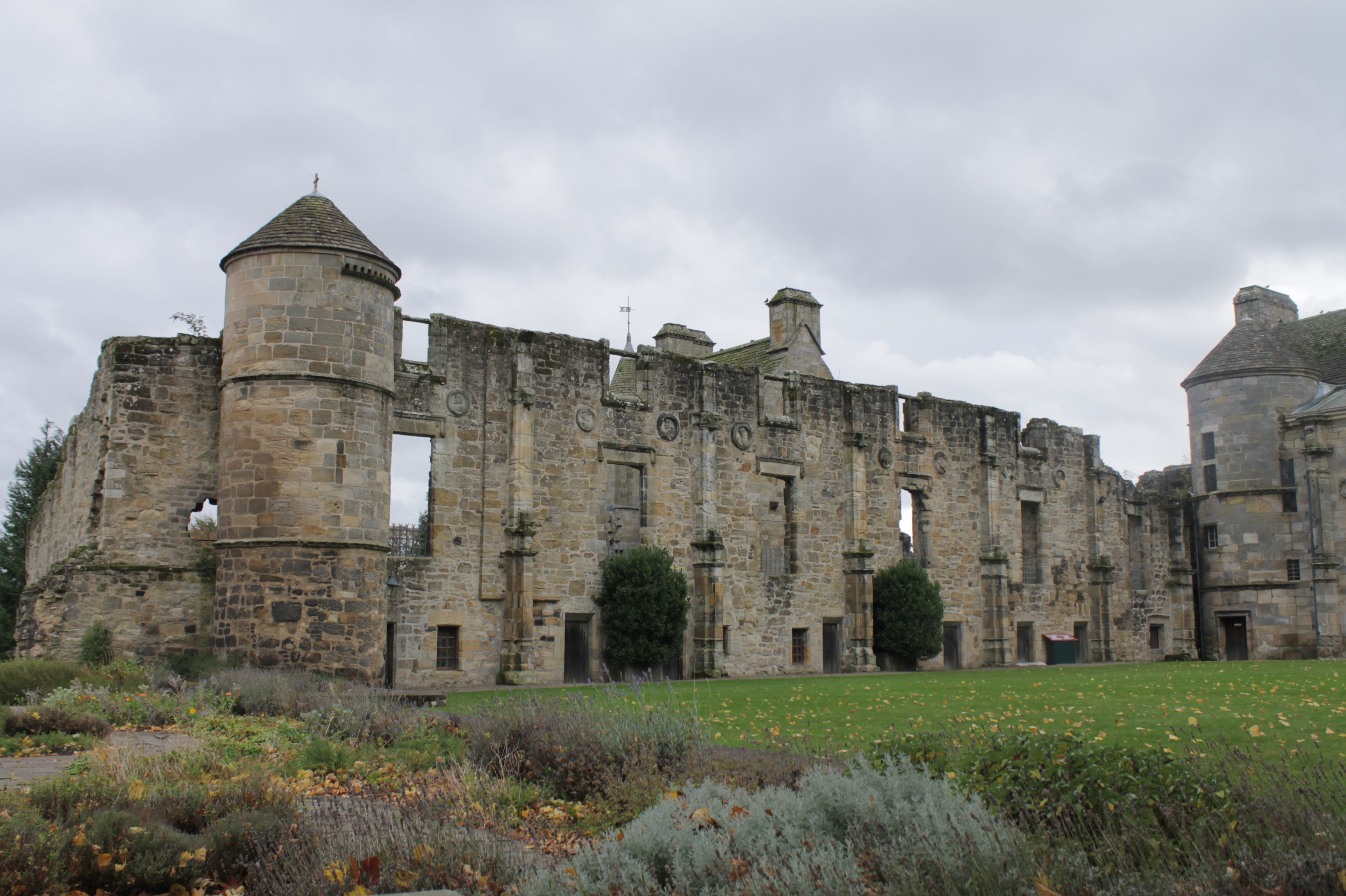
Quartiers Est du palais, vue depuis la cour
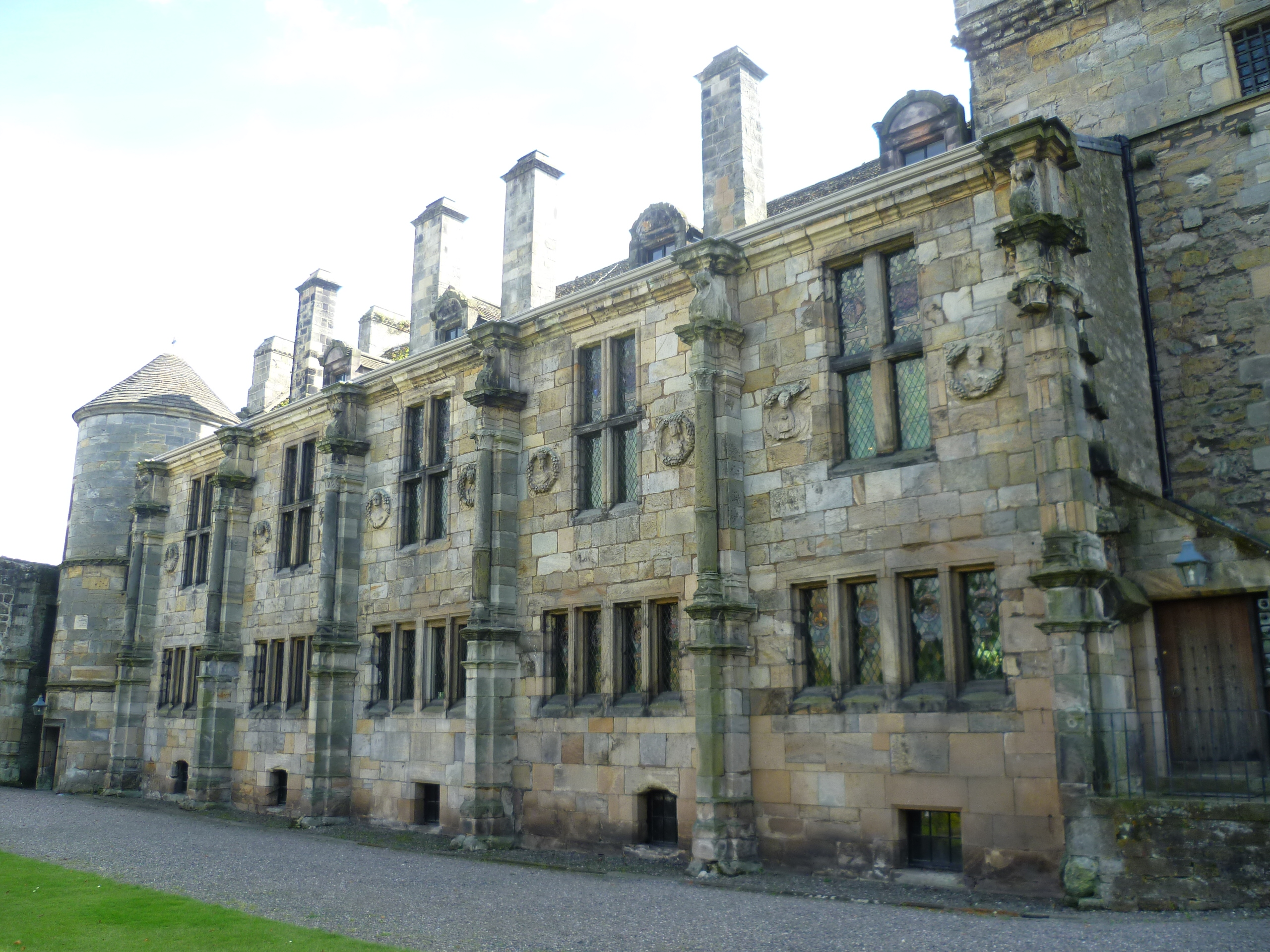
Quartiers Sud du palais, vue depuis la cour
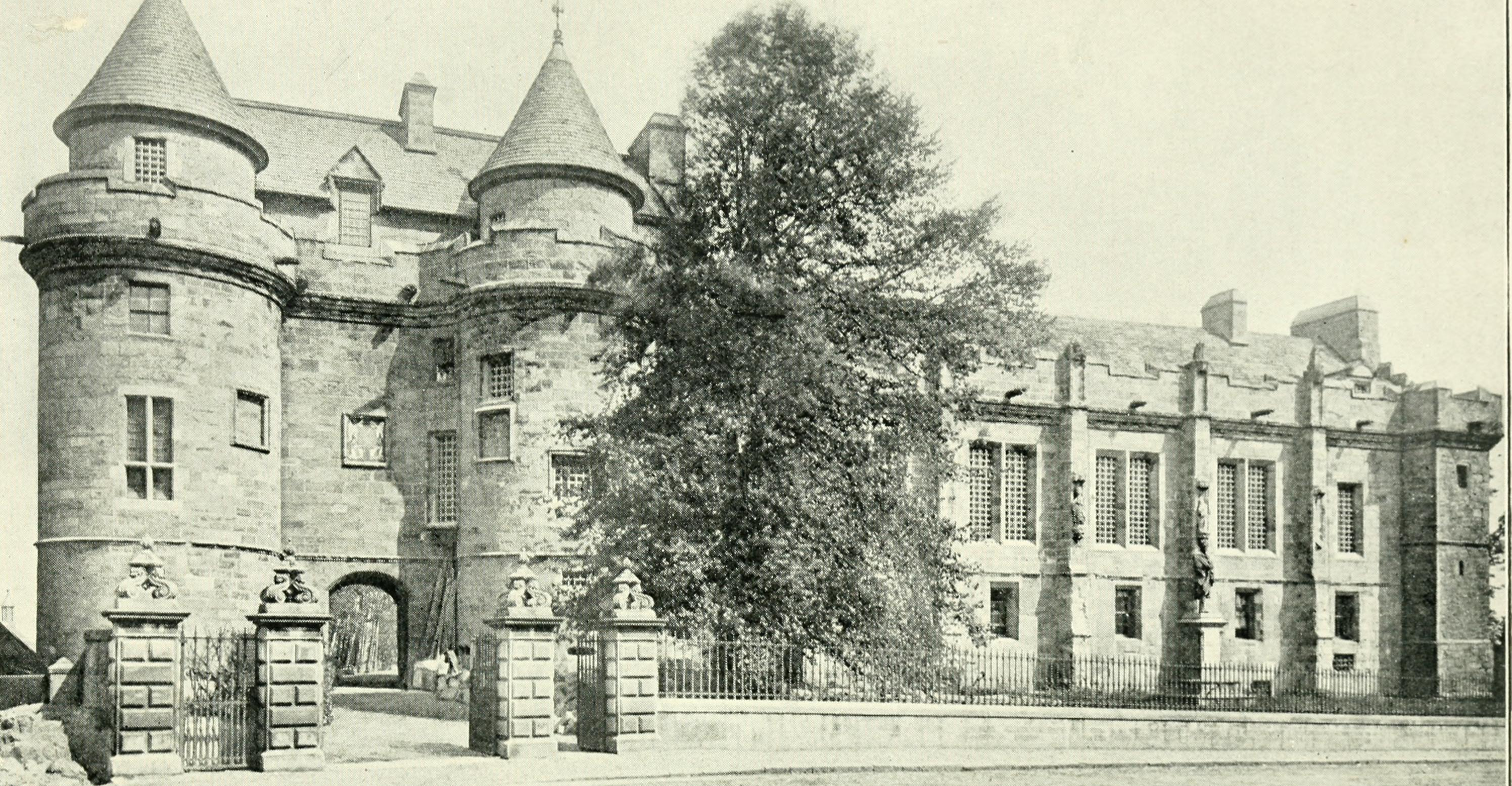
Le palais en 1902
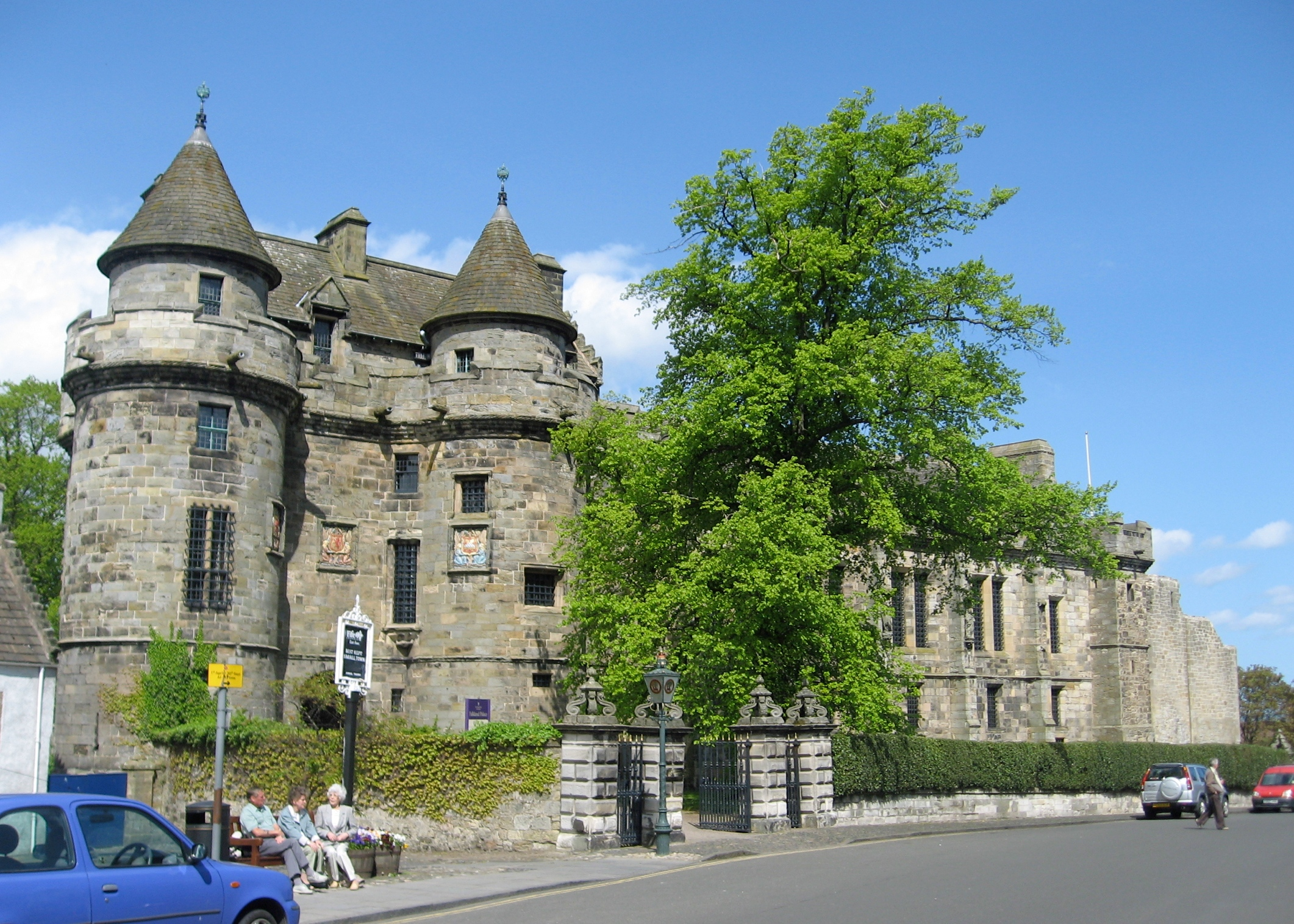
Entrée du palais
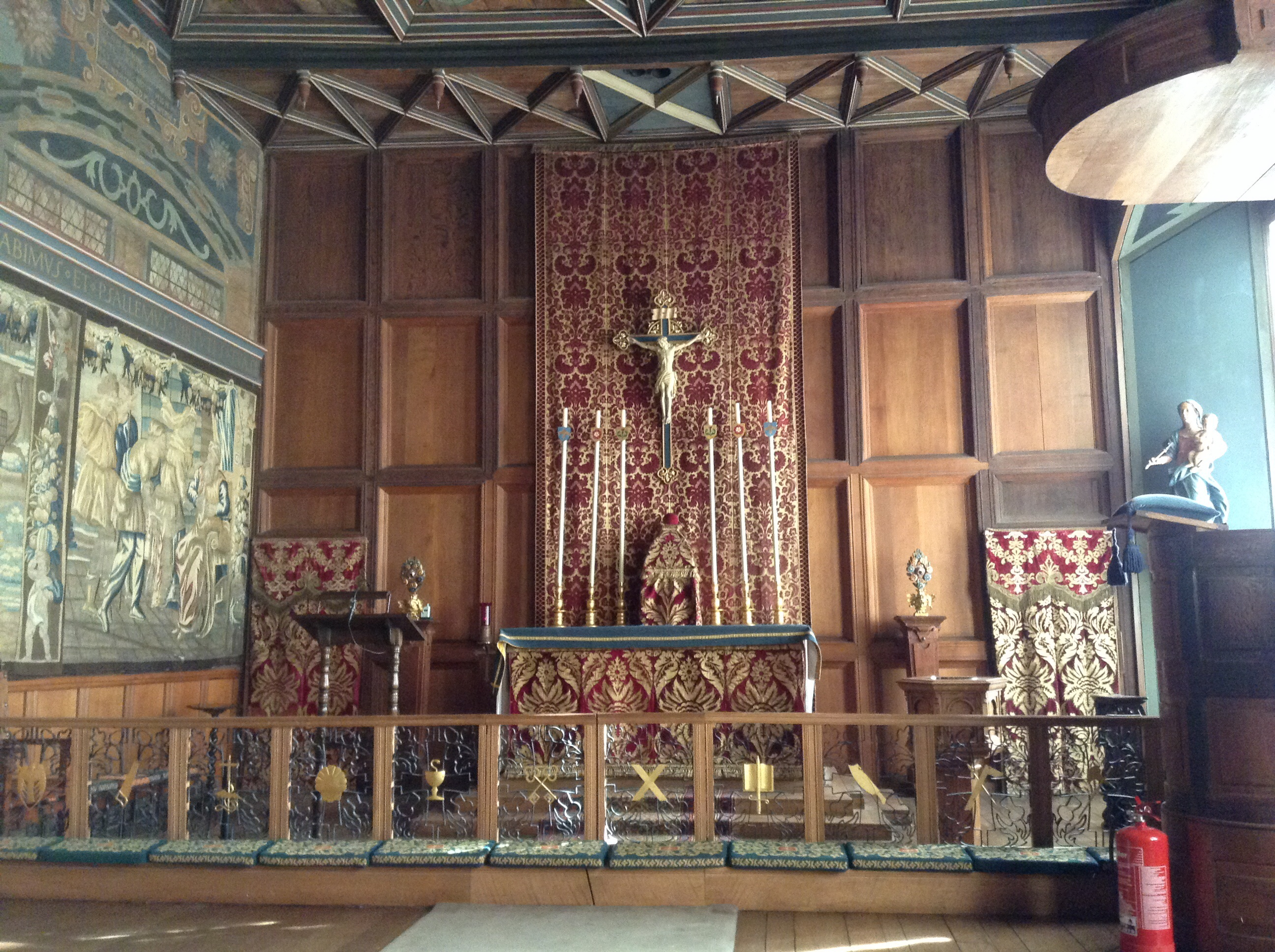
Intérieur de la chapelle royale du palais de Falkland